# 和泉中央南
和泉中央南（いずみちゅうおうみなみ）は神奈川県横浜市泉区の町名。現行行政地名は和泉中央南一丁目から和泉中央南五丁目。住居表示実施済み区域。郵便番号は245-0023。

## 地理
泉区の南部に位置し、東に中田西、西に上飯田町、北に和泉中央北、南にゆめが丘と接している。

### 地価
住宅地の地価は、2025年（令和7年）1月1日の公示地価によれば、和泉中央南1-5-21の地点で28万7000円/m²、和泉中央南1-29-6の地点で22万7000円/m²、和泉中央南5-6-35の地点で25万7000円/m²となっている。

## 歴史

### 沿革
- 2013年（平成25年）10月21日 - 住居表示の実施（泉区和泉町第三次地区）に伴い、和泉町の一部から和泉中央南一丁目、和泉中央南二丁目、和泉中央南三丁目を新設する。
- 2014年（平成26年）10月20日 - 住居表示の実施（泉区和泉町第四次地区）に伴い、和泉町の一部から和泉中央南四丁目、和泉中央南五丁目を新設する。
- 2024年（令和6年）9月2日 - 土地区画整理事業（泉ゆめが丘）に伴い、和泉中央南五丁目の一部を新設されたゆめが丘に編入する[8]。

## 世帯数と人口
2025年（令和7年）6月30日現在（横浜市発表）の世帯数と人口は以下の通りである。
| 町名             | 世帯数    | 人口     |
| ---------------- | --------- | -------- |
| 和泉中央南一丁目 | 1,252世帯 | 2,709人  |
| 和泉中央南二丁目 | 1,152世帯 | 2,406人  |
| 和泉中央南三丁目 | 791世帯   | 1,717人  |
| 和泉中央南四丁目 | 873世帯   | 1,924人  |
| 和泉中央南五丁目 | 1,524世帯 | 3,737人  |
| 計               | 5,592世帯 | 12,493人 |

### 人口の変遷
国勢調査による人口の推移。
| 年                 | 人口   |
| ------------------ | ------ |
| 2015年（平成27年） | 12,399 |
| 2020年（令和2年）  | 12,533 |

### 世帯数の変遷
国勢調査による世帯数の推移。
| 年                 | 世帯数 |
| ------------------ | ------ |
| 2015年（平成27年） | 4,672  |
| 2020年（令和2年）  | 4,883  |

## 学区
市立小・中学校に通う場合、学区は以下の通りとなる（2024年11月時点）。
| 町名             | 街区                                                                                              | 小学校               | 中学校               |
| ---------------- | ------------------------------------------------------------------------------------------------- | -------------------- | -------------------- |
| 和泉中央南一丁目 | 1〜10番、11番23〜37号 12〜15番                                                                    | 横浜市立伊勢山小学校 | 横浜市立中和田中学校 |
| 和泉中央南一丁目 | 11番3・5号、16〜42番                                                                              | 横浜市立伊勢山小学校 | 横浜市立泉が丘中学校 |
| 和泉中央南二丁目 | 35番、37番2・4・6〜7号 37番9〜11・23〜24・26〜28号 37番30〜31・33・35号 38〜39番                  | 横浜市立伊勢山小学校 | 横浜市立泉が丘中学校 |
| 和泉中央南二丁目 | 2番4・6〜18号 4〜34番、36番 37番15・20号                                                          | 横浜市立伊勢山小学校 | 横浜市立中和田中学校 |
| 和泉中央南二丁目 | 1番、2番3・23・27〜29号 2番31・33〜34・37〜39 2番45〜46・48号、3番                                | 横浜市立中和田小学校 | 横浜市立中和田中学校 |
| 和泉中央南三丁目 | 1〜12番、16〜20番 21番19〜20・25号                                                                | 横浜市立中和田小学校 | 横浜市立中和田中学校 |
| 和泉中央南三丁目 | 13〜15番、21番10・12号 22〜29番                                                                   | 横浜市立伊勢山小学校 | 横浜市立中和田中学校 |
| 和泉中央南四丁目 | 1〜32番                                                                                           | 横浜市立中和田小学校 | 横浜市立中和田中学校 |
| 和泉中央南四丁目 | 33番                                                                                              | 横浜市立中和田小学校 | 横浜市立泉が丘中学校 |
| 和泉中央南五丁目 | 28番18〜20号、28番22〜23号 28番25・28〜30号 28番32〜36号                                          | 横浜市立中和田小学校 | 横浜市立泉が丘中学校 |
| 和泉中央南五丁目 | 1〜27番、28番3・5〜6・8 28番10〜11・14〜15・17 29番2〜3・5〜6・9・11〜14号 29番16〜17号、30〜31番 | 横浜市立中和田小学校 | 横浜市立中和田中学校 |

## 事業所
2021年（令和3年）現在の経済センサス調査による事業所数と従業員数は以下の通りである。
| 町名             | 事業所数  | 従業員数 |
| ---------------- | --------- | -------- |
| 和泉中央南一丁目 | 72事業所  | 488人    |
| 和泉中央南二丁目 | 42事業所  | 297人    |
| 和泉中央南三丁目 | 33事業所  | 275人    |
| 和泉中央南四丁目 | 50事業所  | 400人    |
| 和泉中央南五丁目 | 78事業所  | 1,279人  |
| 計               | 275事業所 | 2,739人  |

### 事業者数の変遷
経済センサスによる事業所数の推移。
| 年                 | 事業者数 |
| ------------------ | -------- |
| 2016年（平成28年） | 280      |
| 2021年（令和3年）  | 275      |

### 従業員数の変遷
経済センサスによる従業員数の推移。
| 年                 | 従業員数 |
| ------------------ | -------- |
| 2016年（平成28年） | 2,521    |
| 2021年（令和3年）  | 2,739    |

## 交通
- 相模鉄道いずみ野線
  - いずみ中央駅

## 施設
- 横浜市泉区民文化センター テアトルフォンテ
- いずみ中央相鉄ライフ
- 横浜市立中和田小学校
- 泉中央公園

## その他
- 泉小次郎親衡館 - 泉中央公園内にあった城址、横浜市地域史跡

### 郵便番号
- 245-0023[3]（集配局：横浜泉郵便局[14]）

### 警察
町内の警察の管轄区域は以下の通りである。
| 町名             | 街区       | 警察署   | 交番       |
| ---------------- | ---------- | -------- | ---------- |
| 和泉中央南一丁目 | 41番、42番 | 泉警察署 | 下和泉交番 |
| 和泉中央南一丁目 | 1〜40番    | 泉警察署 | 和泉交番   |
| 和泉中央南二丁目 | 全域       | 泉警察署 | 和泉交番   |
| 和泉中央南三丁目 | 全域       | 泉警察署 | 和泉交番   |
| 和泉中央南四丁目 | 全域       | 泉警察署 | 和泉交番   |
| 和泉中央南五丁目 | 全域       | 泉警察署 | 和泉交番   |